# バイテック・グローバル・ジャパン
株式会社バイテック・グローバル・ジャパンは、入れ歯と歯ぐきが接する部分を生体シリコーンという柔らかいクッション材で覆う「コンフォート」の加工を行う。（※現在全国取扱6400医院）一般歯科技工、入れ歯関連商品の製造・販売も行う。
本社は東京都中央区に所在する。

## 沿革
- 2004年2月 - 株式会社バイテック・グローバル・ジャパンを設立。
- 2005年8月 - コンフォート専用洗浄剤、Clene『クリネ』の販売を開始。
- 2006年5月 - コンフォート日本国内特許が成立。
- 2007年6月 - コンフォート全国取扱医院が5000医院を突破。
- 2009年3月 - 現在地に本社移転。

## 事業所
- 株式会社バイテック・グローバル・ジャパン 本社／テクニカルサポートセンター

東京都中央区月島2-14-12 月島セントラルビル3F